# نیکو سرامیکس
نیکو سرامیکس (انگلیسی: Nikko Ceramics) شرکت سرامیک ژاپنی است، که در سال ۱۹۰۸ تأسیس شد.